# Port lotniczy Sumburgh
Port lotniczy Sumburgh (IATA: LSI, ICAO: EGPB) – port lotniczy położony 31 km na południe od Lerwick, w Sumburgh. Jest największym portem lotniczym na Szetlandach, w Szkocji. Obok portu lotniczego Tingwall jest jednym z dwóch głównych lotnisk w tym rejonie Wielkiej Brytanii.

## Linie lotnicze i połączenia
| Linia lotnicza | Kierunek |
| -------------- | --- |
| Loganair       | 1. Aberdeen 2. Dundee 3. Edynburg 4. Glasgow 5. Inverness 6. Kirkwall 7. Londyn-Heathrow Sezonowo: 1. Bergen |

### Cargo
| Linia lotnicza | Kierunek                |
| -------------- | ----------------------- |
| Royal Mail     | 1. Aberdeen 2. Kirkwall |

## Statystyki ruchu
2017: 256 418
2018: 245 868 ( ~4,11%)

## Drogi startowe
Kierunek 09/27 - asfalt, 1500 m
Kierunek 15/33 - asfalt, 1425 m
Kierunek 06/24 - asfalt, 550 x 45 m